# Вербка (Тернопольская область)
Вербка (укр. Вербка) — село в Коропецкой поселковой общине Чортковского района Тернопольской области Украины.
Расположен на реке Коропец (приток Днестра).
В советское время было переименовано в Прогресс.
Население по переписи 2001 года составляло 467 человек. Почтовый индекс — 48305. Телефонный код — 3555.

## История
Село упоминается 25 февраля 1485 г.
Первое письменное упоминание — 1864 года как собственность Масловского.
Правдоподобно, деревня встала на месте фольварка «Вербки Коропецькі».
1929 года в селе образован приход РКЦ, которая входила в Бучацкого деканата.
На протяжении 1962—1966 село входило в Бучачский район. После ликвидации Монастыриского района 19 июля 2020 года село вошло в Чортковский район.

## Достопримечательности
- Ботанический памятник природы местного значения Теребиш.

В Вербке сооружены памятники:
- Воинам-односельчанам, павшим в Великой Отечественной войне (1986),
- Погибшему воину УПА — «Быстрому» (2000).
- Приходской костел Святейшего Сердца Иисуса, перестроен из часовни в 1920-30-х годах.[4]

## Социальная сфера
Действуют общеобразовательная школа I—II степени, библиотека.

## Известные люди
- Гончар Иван Ярославович — председатель Хмельницкого областного рады
- Мужив Степан Алексеевич — главный инженер «Нефтепромгаза» (РФ)[5].